# Tupiza

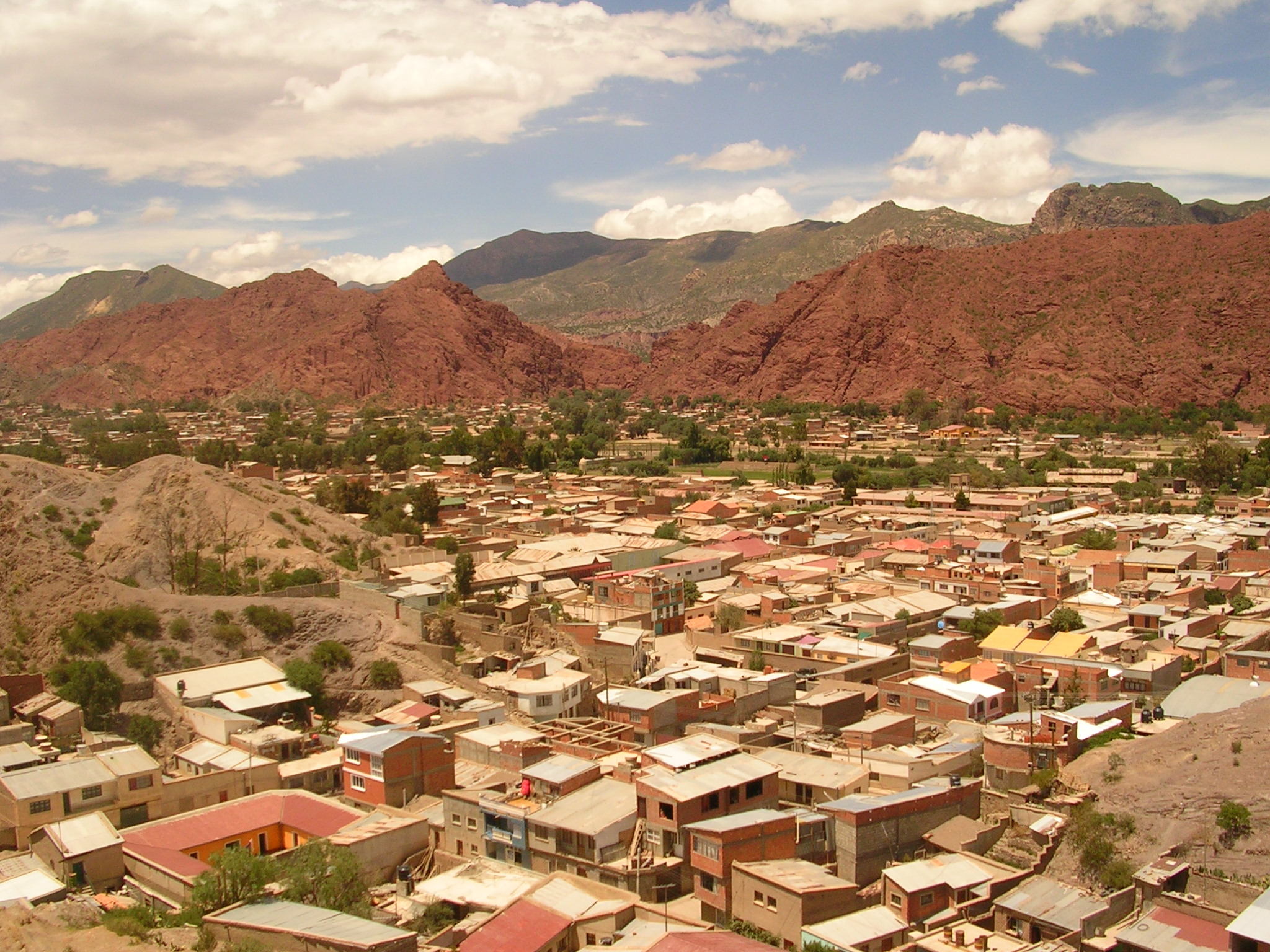
Widok na miasto

Tupiza – miasto w Boliwii, należące do departamentu Potosí. Populacja miasta wynosi 44 814 mieszkańców (2012). Ze względu na dobrą jakość gleby na terenach położonych wokół miasta rozwinęło się rolnictwo, w którym zatrudniona jest duża liczba mieszkańców miasta, także przemysł przetwórstwa rolnego odgrywa istotną rolę w gospodarce miasta.
Tupiza jest stolicą administracyjną regionu Sud Chichas, będącego częścią departamentu Potosí. Miasto posiada połączenia autobusowe z argentyńskimi miejscowościami położonymi wzdłuż granicy z Boliwią, a także ważnymi miastami w okolicznym regionie w tym m.in. z Tariją. Autobusy dowożą także sporą grupę górników na solnisko położone w Salar de Uyuni.